# Дом-музей П. Д. Корина (Москва)
До́м-музе́й Па́вла Ко́рина — мемориальный музей, посвящённый деятельности художника и коллекционера Павла Корина. Основан в 1968 — через год после смерти живописца, который завещал дом и свою коллекцию картин Третьяковской галерее. Музей располагался в доме на Малой Пироговской улице, где художник проживал с 1934 года. Экспозиция состояла из коллекции иконописных работ, полотен Корина, антикварной мебели и архивных документов коллекционера. 
С 2009 года музей закрыт. Здание в аварийном состоянии. Третьяковская галерея планирует его крупномасштабную реставрацию

## История
Музей располагается в флигеле дома № 16 на Малой Пироговской, где художник проживал с 1933 года. Корин смог получить жилище благодаря протекции писателя Максима Горького — близкого друга художника. Согласно воспоминаниям Корина, когда Горький впервые вошёл в новые помещения Корина и увидел его этюды к картине «Русь уходящая», он воскликнул:
Вы накануне написания замечательной картины. Напишите ее, слышите, обязательно напишите! Вот большая мастерская, пишите, ни о чем не заботьтесь.
В 1925 году Третьяковская галерея купила работы Корина «Палех» и «Моя Родина», в 1944 году в музее прошла первая персональная выставка художника, а в последние годы жизни Корин работал на Третьяковку в качестве реставратора. Он восстановил несколько полотен Виктора Васнецова и Михаила Нестерова. Перед своей смертью в 1967 году Корин оставил завещание, согласно которому его коллекция и дом должны были перейти в собственность Третьяковской галереи.
В 1968 году вдова Прасковья Корина обратилась к Министерству культуры и к председателю Совета министров СССР Алексею Косыгину с просьбой об организации в доме художника музея. Согласно постановлению от 22 мая 1968 года в доме Корина был организован художественный музей — филиал Третьяковской галереи. Для посетителей он был открыт в 1971 году. Первым директором и хранителем экспозиции стала Прасковья Корина. Дом был поделён на две части: в одной было выставочное пространство, а в другой — жилые комнаты, где Корина жила до своей смерти. В 1976 году на стене дома была установлена мемориальная доска художнику.

### Закрытие на реставрацию
К 2009 году здание сильно обветшало, поэтому руководство Третьяковской галереи решило закрыть музей на реставрацию. Согласно плану реконструкции, в помещениях создадут комфортный для картин температурный режим, укрепят фундамент, а также заменят чердачные перекрытия. В музее будет оборудовано хранилище для экспонатов и кабинеты для научных сотрудников.
Спустя два года после начала ремонтных работ сотрудники общественной организации Архнадзор выявили ряд нарушений в работах по демонтажу полов и кровли, но реставрация не прекратилась. Из-за халатных работ в 2012 году часть внутренних перекрытий обрушилась, ещё через год реконструкцию приостановили из-за нехватки финансирования. По состоянию на 2018-й, существует рабочий договор с компанией «Главзарубежстрой», а на само здание музея было утверждено охранное обязательство от Департамента культурного наследия города Москвы.
Заместитель гендиректора ГТГ по развитию новых музейных пространств Татьяна Гафар в начале 2021 года рассказывала: «Мы и пытаемся это восстановить, как было при Корине, но здесь есть противоречие. Этот дом стал общественным пространством, где должны быть эвакуационные выходы, помещения для сотрудников, гардероб… В 2020 году мы приступили к разработке очень сложного проекта с созданием подземного этажа, чтобы сохранить все комнаты, которые были открыты для осмотра до закрытия, и откроем все комнаты дома, чтобы осмыслить с точки зрения личности Корина все пространства».

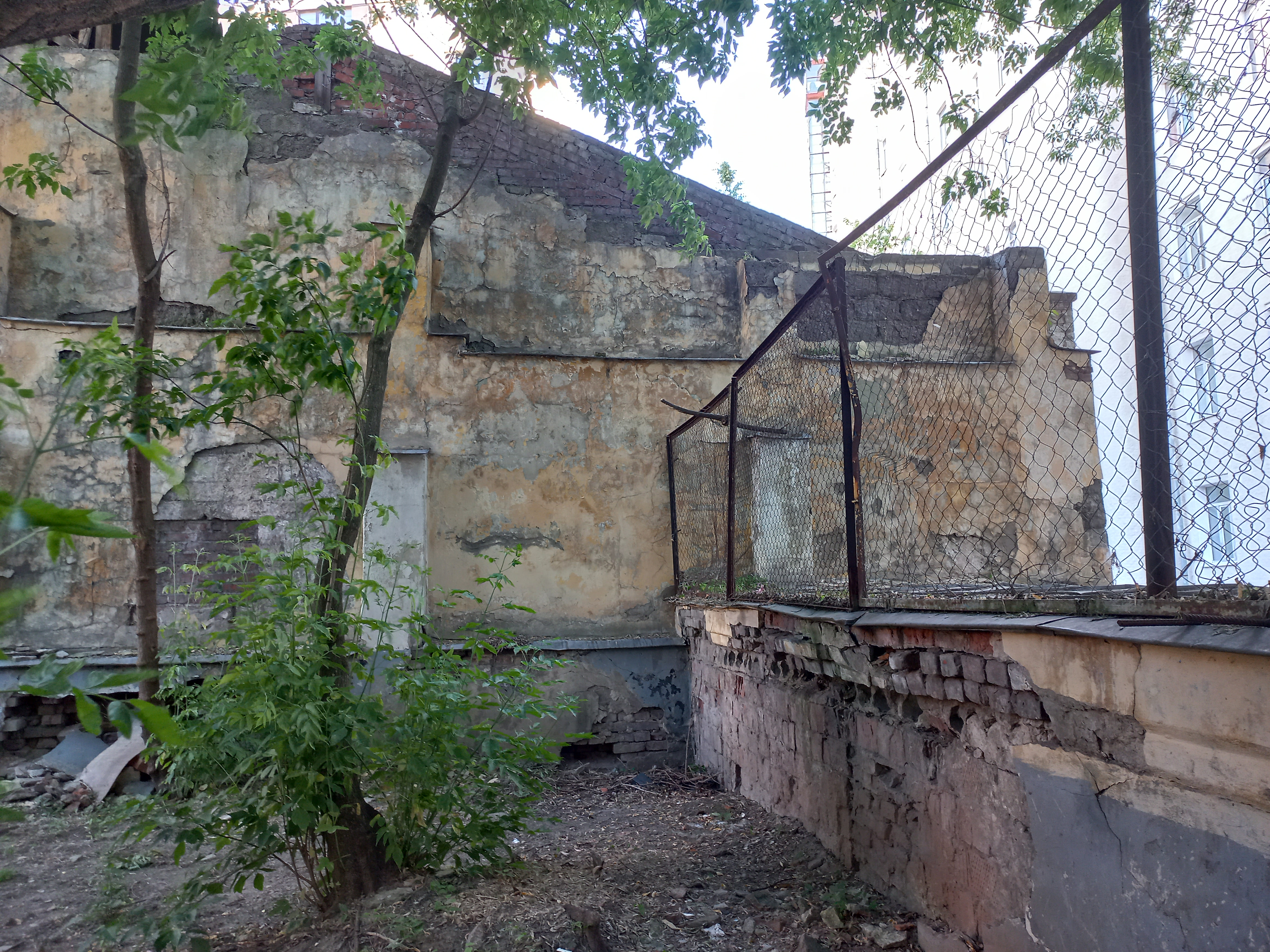
Летом 2022 года

По её словам, план создания экспозиции уже разработан: «Мастерскую и зелёную комнату, которая для него была музеем (там он выставлял иконы из своей коллекции) мы восстановим такими, как они были при Корине. Спальню — на период последнего года его жизни. Гостиную и прихожую — на 1972-й год (музей открылся в 1971-м). В столярной, где нет ничего мемориального, мы сделаем выставочный зал. А в комнате домработницы — сокровищницу, поскольку там можно обеспечить особые условия экспонирования (особые витрины, например) для предметов с драгоценными металлами». По её словам, современное состояние проекта таково: «ждем, что к лету 2021 года проект реконструкции пройдет все экспертизы и мы сможем приступить к его реализации. Частично средства на это есть. Там есть ещё одна проблема: к дому невозможно подойти. За это время оказалось так, что мы со всех сторон „заперты“, поскольку земля вокруг музея относится к домовладениям. Единственное пространство, которое по проекту межевания может быть общественным, на которое может быть наложен публичный сервитут, сейчас находится в аренде. Мы проводим переговоры с собственниками земли и с городом, и надеемся, что удастся открыть доступ к дому Корина».

## Экспозиция
Экспозиционное пространство состоит из бывших жилых комнат художника и его мастерской. В доме хранилась антикварная мебель, личные вещи Корина, а также около двухсот иконописных произведений. Одними из самых ценных экспонатов музея были иконы «Рождество Богоматери» начала XV века, «Чудо в Хонех» XV века, «Богоматерь Одигитрия со святыми на полях» XV века, «Палехские письма» XVIII—XIX веков.

В мастерской Корина располагались его работы: пейзаж «Моя Родина» (1928—1947), «Реквием. Русь уходящая» (1935—1959), «Митрополит Трифон» (1929), «Нищий» (1933), «Иеромонах отец Пимен и епископ Антоний» (1935) и другие. В Зелёной гостиной — она же кабинет художника — экспонировалось часть коллекции икон Корина. Помещение сохранено в том же виде, каким и было при жизни коллекционера, однако драгоценные иконы по соображениям безопасности были перемещены в Третьяковскую галерею.

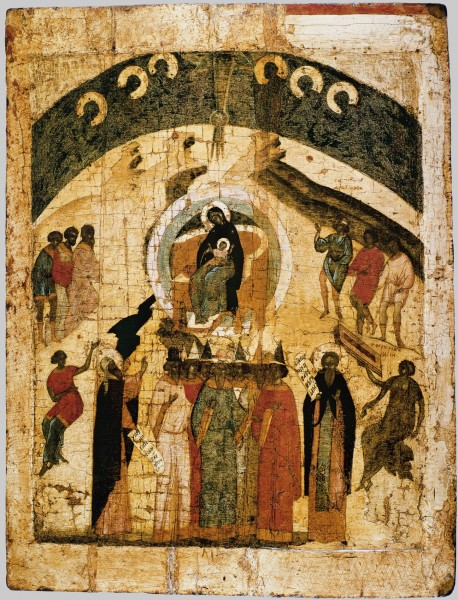
Икона Ростово-Суздальской школы XV века

Другая часть коллекции размещалась в спальне, например, двухсторонняя икона «Богоматерь Знамение» XIII века, выполненная в бессанкирной технике, предметы декоративно-прикладного искусства и предметы мелкой пластики. На стенах столовой висели пейзажи и копии Корина с работ эпохи Возрождения, а также полотна Михаила Нестерова, там же экспонировались напольные часы середины XVIII века, бронзовая люстра XIX века, канделябры, русский и западноевропейский фарфор, а также фисгармония, на которой играла Прасковья Корина.
Последний зал был открытым выставочным пространством с архивными документами, фотографиями создания мозаик, макетом актового зала Дворца Советов и эскизами мозаик по проекту Корина — их начали набирать в 1947 году, но утратили с прекращением строительства дворца.